# Johan Philip Weitzel
Johan Philip Weitzel (Niedermittlau, 8 maart 1765 - Heusden, 28 april 1845) was een in Duitsland geboren cavalerie-officier die in de legers van de Republiek der Verenigde Nederlanden, de Bataafse Republiek, het Bataafs Gemenebest, het Koninkrijk Holland, het Franse Keizerrijk en het Koninkrijk der Nederlanden heeft gediend. Hij bracht het tot ritmeester en werd door Napoleon I in de Orde van de Réunie opgenomen.
Het dienen van zoveel meesters moet de ritmeester een kritische blik hebben gegeven voor de gaven en tekortkomingen van zijn politieke heren en hij stond dan ook niet als een fel orangist te boek. Deze kritische houding vinden wij ook terug bij zijn zoon, de latere minister van Oorlog August Willem Philip Weitzel die een biografie van zijn vader publiceerde.